# Eotetranychus queenslandicus
Eotetranychus queenslandicus är en spindeldjursart som beskrevs av David C.M. Manson 1967. Eotetranychus queenslandicus ingår i släktet Eotetranychus och familjen Tetranychidae. Inga underarter finns listade i Catalogue of Life.